# Makhosonke Bhengu
Makhosonke Bhengu (* 21. November 1983 in Durban) ist ein  südafrikanischer Fußballspieler.

## Karriere
Makhosonke Bhengu erlernte das Fußballspielen in der Jugendmannschaft der Orlando Pirates. Hier unterschrieb er 2002 auch seinen ersten Vertrag. Der Verein aus Soweto spielte in der ersten Liga, der Premier Soccer League. 2003 feierte er mit dem Verein die südafrikanische Meisterschaft. Mitte 2005 wurde er an den Ligakonkurrenten Bloemfontein Celtic nach Bloemfontein ausgeliehen. 2006 wechselte er zum Erstligaaufsteiger Bidvest Wits nach Johannesburg. Von Juli 2007 bis Juni 2009 war er vertrags- und vereinslos. Mitte 2009 ging er nach Asien. Hier spielte er in Hongkong für die Vereine Metro Gallery, Tuen Mun SA und Sun Hei SC. Im Januar 2013 kehrte er nach Südafrika zurück. Hier verpflichtete ihn AmaZulu Durban aus Durban, wo er bis Mitte 2013 unter Vertrag stand. Am 1. Juli 2013 unterschrieb er einen Vertrag beim Pattaya United FC. Der Verein aus dem thailändischen Pattaya spielte in der ersten Liga des Landes, der Thai Premier League. Ende 2013 stieg er mit Pattaya in die zweite Liga ab. Hier spielte er noch ein Jahr in der zweiten Liga.
Seit dem 1. Januar 2015 ist Bhengu vertrags- und vereinslos.

## Erfolge
Orlando Pirates
- Premier Soccer League: 2003

## Auszeichnungen
Hong Kong Premier League
- Torschützenkönig: 2010/2011